# Damir Mikuličić
Damir Mikuličić (Zagreb, 16. ožujka 1942.), hrvatski pisac znanstvene fantastike, prevoditelj, urednik i vlasnik nakladničke kuće "Izvori". 
Diplomirao je Elektrotehnički fakultet i apsolvirao eksperimentalnu fiziku na Prirodoslovno-matematičkom fakultetu u Zagrebu.
Mikuličićev znanstvenofantastični opus rijedak je primjer izrazite tvrde znanstvene fantastike (hard SF) u hrvatskoj književnosti. Njegove najbolje stranice (npr. novele "O", "Novo sjeme", i dr.) nastale su na tragu scijentizma Arthura C. Clarkea (čiji je roman 2001. svemirska odiseja preveo na hrvatski), u uspješnu spoju rigidne prirodoznanstvene (fizikalne) deskripcije i literarne obrade. Njegov pripovjedački stil uzoran je primjer postupka očuđenja u znanstvenoj fantastici.
Mikuličić je znanstvenofantastične novele i kratke priče objavljivao od ranih 1970-ih u Vjesnikovim izdanjima, pod pseudonimima Mike Dames i Dame McUllage. Svoje najbolje priče i kratki roman Morska zvijezda, nastao iz Mikuličićeva predloška za (parodijski) znanstvenofantastični film Gosti iz galaksije Dušana Vukotića (1981), okupio je u zbirci O (Beograd 1982), koja je tiskana i na esperantu (Zagreb 1988).
Godine 1976. predložio je osnivanje časopisa Sirius i dao mu ime, bio u prvim godištima jedan od njegovih recenzenata, zatim je bio stalni recenzent beogradske znanstvenofantastične biblioteke Polaris Zorana Živkovića, a od 1991. vlasnik je izdavačke kuće Izvori, jedne od vodećih nakladnika znanstvene fantastike u Hrvatskoj, gdje uređuje znanstvenofantastične nizove ZF biblioteka i Biblioteka Sirius. Od 1968. do 1990. radio je kao novinar i urednik u Vjesniku, a za mnoštvo časopisa, radio i televiziju pratio je događanja s područja znanosti i tehnike. Član je uredništva časopisa Čovjek i svemir Zvjezdarnice Zagreb, dobio Republičku nagradu Fran Tućan za popularizaciju znanosti (1986.), objavio popularnoznanstvene knjige Svjedočanstva o budućnosti (1988) i Nuklearne elektrane (1988.). U Izvorima uređuje i popularnoznanstveni niz Biblioteka Luč, za koji je preveo djela S. Hawkinga, C. Sagana, A. Einsteina, P. Daviesa, S. Weinberga i drugih. Godine 1999. dobio je Nagradu SFERA za životno djelo.

## Prijevodi na strane jezike
- "Novo sjeme" (1977.) - švedski, talijanski (Galassia, 225), japanski (Kiso Tengai, 56), češki i njemački jezik
- "Odluka Velikog Koordinatora" - u češkoj antologiji jugoslavenske fantastike Duhová křídla (1985.)
- njemački - antologije SF International 2 (1981.), SF International 3 (1982.) i Schöne nackte Welt (1987.)

## Važniji prijevodi
- Joachim Herrmann, Astronomija (1977.)
- Carl Sagan, Kozmos (1983.)
- Albert Einstein, Moj pogled na svijet (1991.), Moja teorija (1992.)
- Arthur C. Clarke, 2001: odiseja u svemiru (1993., 1995., 2000.), Božji čekić (2002.)
- Stephen Hawking, Kratka povijest vremena (1996.), Budućnost svemira i drugi eseji (1997.), Svemir u orahovoj ljusci (2002.), Ilustrirana kratka povijest vremena (2004.)
- David Filkin, Svemir Stephena Hawkinga: objašnjeni kozmos (1997.)
- Steven Weinerg, U potrazi za konačnom teorijom (1997.)
- Otto Muck, Atlantida: potonuli kontinent (1998.)
- Amir Aczel, Božja jednadžba (2001.), Fermatov posljednji teorem (2001.)
- Paul Davis, Posljednje tri minute (2000.), Peto čudo: potraga za podrijetlom života (2001.)
- Roger Penrose, Carev novi um: razmišljanja o računalima, razumu i zakonima fizike (2004.)
- Arthur C. Clarke i Stephen Baxter, Vremenska odiseja (Oko vremena, 2004.; Oluja sa Sunca, 2005.)